# Kings of Damnation 98-04
Kings of Damnation 98-04 utkom år 2005 och är ett samlingsalbum av heavy metal-bandet Black Label Society. Det innehåller två tidigare outgivna låtar, "Doomsday Inc." och "SDMF".

## Låtlista
1. "Losing Your Mind" - 5:28
2. "Horse Called War" - 5:01
3. "Between Heaven and Hell" - 3:22
4. "Sold My Soul" - 4:53
5. "Bored to Tears" - 4:28
6. "Bleed for Me" - 5:30
7. "T.A.Z." - 1:55
8. "Counterfeit God" - 4:18
9. "Stronger Than Death" - 4:53
10. "Speedball" - 0:58
11. "Demise of Sanity" - 3:23
12. "We Live No More" - 3:59
13. "Stillborn" - 3:15
14. "The Blessed Hellride" - 4:32
15. "Crazy or High" - 3:34
16. "House of Doom" - 3:45
17. "Takillya" - 0:45
18. "Doomsday Inc." - 4:24
19. "SDMF" - 3:32